# Amano-Iwato-jinja
Amano-Iwato-jinja (天岩戸神社) est un sanctuaire shintô situé dans la ville de Takachiho, dans la préfecture de Miyazaki, au Japon.
Ce sanctuaire est dédié à la divinité tutélaire du Japon, Amaterasu, et se trouve au-dessus d'Amano-Iwato, grotte où se serait cachée Amaterasu dans la mythologie japonaise.